# Campylocentrum steyermarkii
Campylocentrum steyermarkii  é uma espécie de orquídea, família Orchidaceae, que existe na Guiana e Venezuela. Trata-se de planta epífita, monopodial cujas inflorescências brotam dos nódulos do caule opostos à base das folhas. As flores são minúsculas, de sépalas e pétalas livres, e nectário atrás do labelo.

## Publicação e histórico
- Campylocentrum steyermarkii Foldats, Acta Bot. Venez. 3: 316 (1968)

Não foi possível apurar qualquer informação sobre esta espécie.